# Elachiptera straitfrons
Elachiptera straitfrons är en tvåvingeart som beskrevs av Peterfi 1965. Elachiptera straitfrons ingår i släktet Elachiptera och familjen fritflugor. Inga underarter finns listade i Catalogue of Life.